# Nemopoda nitidula
Nemopoda nitidula – gatunek muchówki z rodziny wońkowatych i podrodziny Sepsinae.
Gatunek ten opisany został w 1820 roku przez Carla Fredrika Falléna jako Musca nitidula.
Muchówka o ciele długości od 3 do 4,5 mm. Głowę jej cechują pojedyncza para bardzo słabo rozwiniętych szczecinek orbitalnych i policzki znacznie niższe od oka złożonego. Tułów ma bardzo dobrze rozwinięte szczecinki mezopleuralne. Skrzydła mają odseparowane tylne i przednie komórki bazalne oraz pozbawione są ciemniej plamki u szczytu żyłki radialnej R2+3. Samiec ma przednią parę ud z rzędem 10–12 długich kolców na spodniej stronie, a tylną parę krętarzy z dwoma silnymi kolcami na stronie wewnętrznej.
Pospolity gatunek kosmopolityczny. Larwy przechodzą rozwój w odchodach.